# 米凤君
米凤君（1942年8月—），回族，山东禹城人，生于吉林长春。中华人民共和国地方官员，第十届全国人大代表，第八届吉林省委委员。
1966年7月参加工作。1967年，毕业于吉林工业大学机械铸造专业。1975年后，任一汽工艺员、工艺处副科长、生产处副处长、厂长助理。1984年起，历任吉林省计委副主任、党组副书记，吉林市委常委、副市长，吉林省计委主任。1991年3月起，任长春市委副书记、市长，吉林省委常委、长春市委书记，吉林省委常委、长春市委书记、市人大常委会主任。2003年1月，任吉林省十届人大常委会副主任、党组副书记。 
2008年4月28日，米凤君在长春吉隆坡大酒店与两女子嫖娼时被中央纪委专案组控制，并带离长春。有人向办案人员指证米凤君是那里的常客，和100多名妓女有染。米凤君在当地被称“米老鼠”。2010年5月28日，天津市第一中级人民法院对吉林省人大常委会原副主任米凤君作出一审判决，认定米凤君犯受贿罪，判处死刑，缓期二年执行，剥夺政治权利终身，没收个人全部财产。